# Jurassic Way

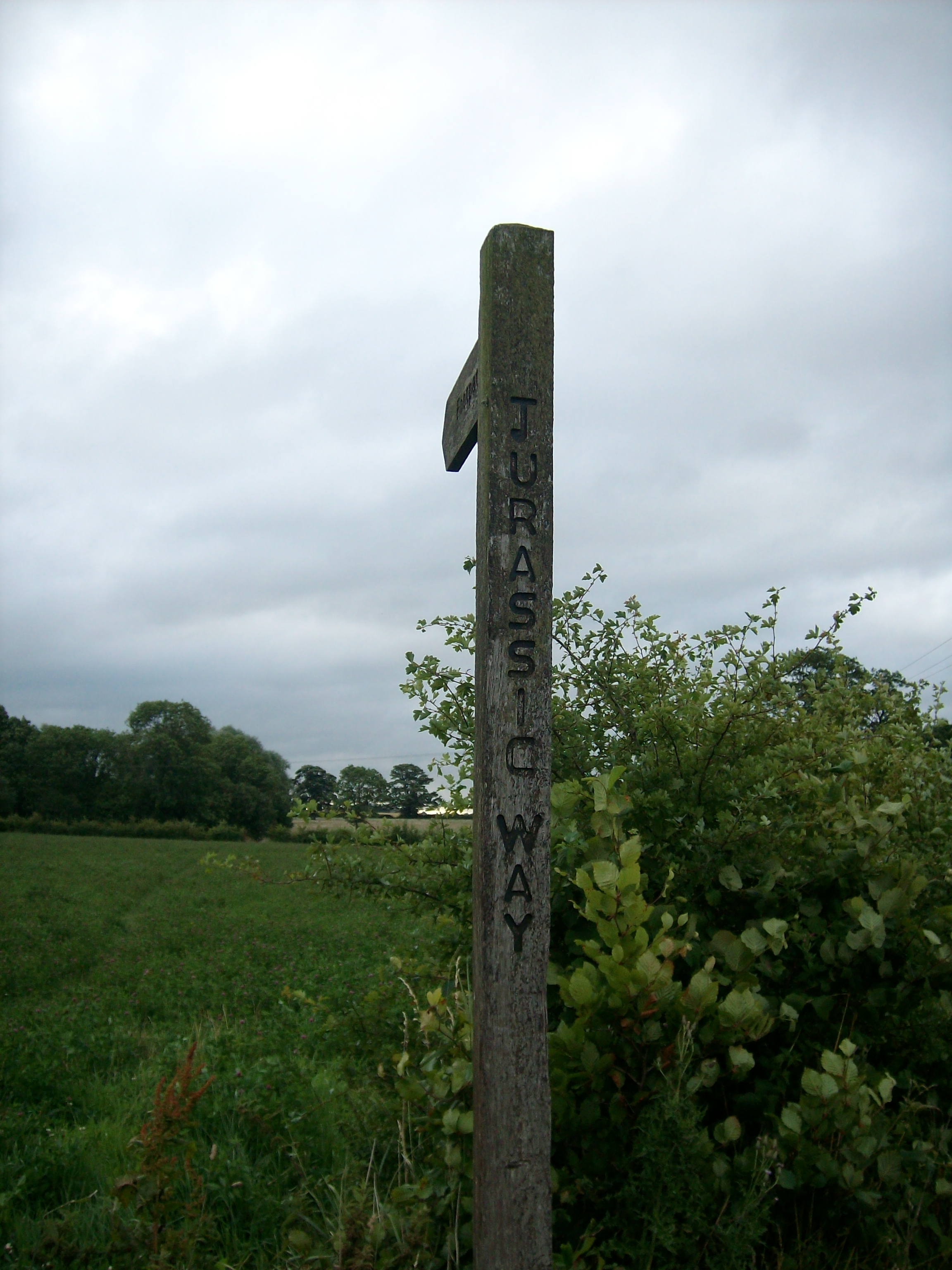
Markering nära Welford, Northamptonshire.

Jurassic Way är en vandringsled som huvudsakligen går längs med en bergsrygg av kalksten (från juraperioden, därav ledens namn) i norra delen av Northamptonshire i England. Leden är 142 km lång och går mellan Banbury i Oxfordshire och Stamford i Lincolnshire. 